# Perrine Dugué
Perrine Dugué, född 1777, död 1796, var en fransk republikan, känd som Sainte tricolore,  Sainte républicaine, La Sainte bleue,  och la Sainte aux ailes tricolores. Hon var en bondflicka från Thorigné. Hon mördades då hon var på väg till sina bröder i garnisonen i St Suzanne, och mirakel sades sedan uppstå vid den vägkant där hon hittades död. 